# Municipalismo

Logotipo de Centrados, partido político municipalista español de la Provincia de Segovia.

El municipalismo consiste en una ideología política que tiene como objetivo proporcionar una mayor autonomía a los municipios, teniendo en cuenta en particular la organización y las prerrogativas de las ciudades y pueblos, a través de una descentralización de la administración pública.
Los partidarios de esta línea de pensamiento suelen enfatizar la importancia de la ciudad como núcleo vital de las personas, pues es el espacio en el que viven, trabajan y se desarrollan personal y profesionalmente. Defensores de este movimiento en Iberoamérica, en países como Brasil, ven el municipalismo como el espejo en el que desarrollar su idea de ciudad y como espectro de lo que es el mundo real, mientras que la federación sería una institución abstracta y alienada de la provisión de servicios gubernamentales.

## Origen
Aunque, como enfoque, ha sido adoptado por agrupaciones políticas tan diversas como católicos, protestantes, liberales y marxistas, surgió en Europa como algo que se desarrolló en los partidos socialistas. En 1881, el Partido Socialista Francés ganó el control de Commentry. En las elecciones municipales posteriores, el número de municipios que controlaban aumentó a 70 en 1892, y luego a más de 100 en 1896. Mientras tanto, en Italia, los cambios en las leyes electorales permitieron al Partido Socialista Italiano obtener su primer municipio, Imola, bajo la dirección de Andrea Costa.